# Ustinowka (przystanek kolejowy)
Ustinowka (ros. Устиновка) – przystanek kolejowy w miejscowości Nowopietrowskoje, w rejonie istrińskim, w obwodzie moskiewskim, w Rosji. Położony jest na linii Moskwa – Siebież.